# Вес Браун
Весли Мајкл Браун (енгл. Wesley Michael Brown; Манчестер, 13. октобар 1979) бивши је енглески фудбалер који је играо у одбрани.

## Клупска каријера
Вес Браун је још као дванаестогодишњак дошао у редове младе Манчестерове школе. Први професионални уговор за је потписао 4. новембра 1997. са својих седамнаест година. Дебитовао је 4. маја 1998. против ФК Лидс јунајтеда. У јулу 2011. Браун је прешао у Сандерланд.

## Репрезентативна каријера
За сениорску репрезентацију Енглеске је одиграо 23 утакмице и постигао 1 гол.
Дебитовао је 1999. против Мађарске а први гол је постигао против Чешке. Био је члан репрезентације која је учествовала на Светском првенству 2002.

## Успеси
Манчестер јунајтед
- Премијер лига 1998/99, 2000/01, 2002/03, 2006/07, 2007/08, 2008/09.
- ФА куп 1998/99, 2003/04.
- Енглески Лига куп 2005/06.
- ФА Комјунити шилд 2003, 2007, 2008.
- Лига шампиона 1998/99, 2007/08.

Индивидуални
- Награда Џими Марфи за најбољег младог фудбалера године 1997, 1998.